# Mitsubishi HiTec Paper Europe
Die Mitsubishi HiTec Paper Europe GmbH ist ein Hersteller gestrichener Spezialpapiere mit Sitz in Bielefeld. Ein weiteres Werk befindet sich in Flensburg.

## Kennzahlen
Gesellschafter ist zu 100 % die Mitsubishi Paper Mills Ltd. (Tokio). 2022 erwirtschaftete das Unternehmen mit 730 Mitarbeitern einen Umsatz von circa 327 Mio. Euro. Die Jahreskapazität liegt bei etwa 185.000 t.

## Produkte
Heute produziert Mitsubishi HiTec Paper Europe gestrichene Spezialpapiere: Thermopapiere, Inkjetpapiere, Etikettenpapiere, Selbstdurchschreibepapiere und Barrierepapiere für flexible Verpackungen. Die Exportrate lag 2022 bei 82 %.

## Geschichte

### Werk Bielefeld
1799 wurde das Werk in Bielefeld gegründet. Die erste Papiermaschine nahm 1919 den Betrieb auf, die zweite folgte ein Jahr später, die dritte 1987. Die Feldmühle AG übernahm das Unternehmen 1930. 60 Jahre später wurde das Unternehmen vom Stora Konzern übernommen. 1999 wurde das Unternehmen durch Mitsubishi Paper Mills Ltd. übernommen, der Firmenname wurde in Mitsubishi HiTec Paper Bielefeld GmbH geändert. 2010 schloss man sich mit der Flensburger Schwestergesellschaft zusammen, das Unternehmen wurde in Mitsubishi HiTec Paper Europe GmbH umbenannt.

### Werk Flensburg
Hinrich Gultzau erbaut 1696 die Papiermühle im Mühlenstromtal. Die erste Papiermaschine ging 1848 in Betrieb. 1954 ging eine neue Papiermaschine für Hygienepapiere in Betrieb. Stora übernahm 1990 das Unternehmen, 1999 wurde es von der Mitsubishi Paper Mills Ltd. übernommen, neuer Firmenname ist Mitsubishi HiTec Paper Flensburg GmbH. 2010 schloss man sich mit der Bielefelder Schwestergesellschaft zusammen, das Unternehmen wurde in Mitsubishi HiTec Paper Europe GmbH umbenannt.
2001 verhängte die Europäische Kommission gegen Mitsubishi HiTec Paper Bielefeld als Mitglied des Selbstdurchschreibepapier-Kartells eine Strafe in Höhe von 21,24 Mio. Euro.